# قنتير
قرية قنتير هي إحدى القرى التابعة لمركز فاقوس في محافظة الشرقية في جمهورية مصر العربية. حسب إحصاءات سنة 2006، بلغ إجمالي السكان في قنتير 13660 نسمة، منهم 6848 رجل و6812 امرأة.

## تاريخ
يوجد بالقرية آثار من عصر سيتي ورمسيس الثاني حيث شيد فيها الملك سيتي الأول قصرا له ثم تبعه ولده رمسيس الثانى وأمر بتشييد مدينة له .